# Margaret Stovel McWilliams
Margaret Stovel McWilliams (1875 - 1952) est une historienne canadienne. Elle est membre fondatrice de la Fédération canadienne des femmes diplômées des universités, dont elle est la première présidente, de 1919 à 1923.

## Biographie
Margaret Stovel naît à Toronto en 1875. Elle est diplômée en 1898 de l'université de Toronto. Elle est  journaliste à Détroit puis s'installe à Winnipeg en 1910. Elle est active dans le mouvement des femmes. En 1913, elle est élue au University Women's Club et, en 1922, elle devient la première présidente de la Fédération canadienne des femmes diplômées des universités. En 1928, elle a écrit un livre intitulé Manitoba Milestones et, trois ans plus tard, un autre intitulé If I Were King of Canada . De 1933 à 1940, elle est la deuxième femme échevine de Winnipeg et elle est présidente de la Société historique du Manitoba pendant quatre ans. En 1948, elle écrit son troisième et dernier livre intitulé This New Canada.
Elle épouse Roland Fairbairn McWilliams, Lieutenant-gouverneur de la province du Manitoba de 1940 à 1953.
Elle meurt le 12 avril 1952 à son domicile, à Winnipeg, et est inhumée au cimetière Old Kildonan de la ville.

## Hommages et postérité
Elle est docteure honoris causa de l'université du Manitoba (1946) et de l'université de Toronto (1948).
En 1955, la Société historique du Manitoba, dont elle a été présidente, crée un prix en son honneur, le Margaret McWilliams Award.